# Maykelis Borges
Maykelis Jacqueline Borges Ortuño (c. 1998) es una presa política venezolana. El 29 de enero de 2025 fue detenida por funcionarios de la Dirección General de Contrainteligencia Militar (DGCIM), teniendo dos meses de embarazo para el momento y siendo sujeta a una desaparición forzada por unos días. Inicialmente fue recluida en la sede del DGCIM de Boleíta, en Caracas, y posteriormente en el Instituto Nacional de Orientación Femenina (INOF). Durante su encarcelamiento, organizaciones de derechos humanos y partidos de oposición han manifestado su preocupación por su estado de salud y hasta por la posibilidad de que pueda sufrir un aborto. Actualmente tiene alrededor de 36 semanas de embarazo.

## Detención
Al momento de su detención, Maykelis Borges estaba desempleada, trabajando como asistente de laboratorio y vendiendo tortas para cumpleaños. No ha pertenecido en ningún partido político ni ha sido activista.
El 29 de enero de 2025 salió en moto con su amigo Eudi Andrade hacia Altamira, en Caracas, para buscar dinero, y ambos fueron detenidos posteriormente por funcionarios de la Dirección General de Contrainteligencia Militar (DGCIM). Para entonces, Maykelis tenía dos meses de embarazo. Borges fue sujeta por días a una desaparición forzada, sin que se conociera su paradero. A día siguiente, su familia recorrió varios centros de reclusión e instituciones, incluyendo el Ministerio Público y el Cuerpo de Investigaciones Científicas, Penales y Criminalísticas (CICPC), donde recibieron su denuncia y les confirmaron que Maykelis y Eudi habían sido detenidos, pero no les dijeron qué organismo de seguridad los arrestó. Posteriormente fue recluida en la sede del DGCIM de Boleíta, en Caracas, y después en el Instituto Nacional de Orientación Femenina (INOF), en el estado Miranda. Organizaciones de derechos humanos tales como Foro Penal y Un Mundo Sin Mordaza han denunciado las condiciones de su detención. El Código Orgánico Procesal Penal de Venezuela (COPP) prohíbe que mujeres durante el último trimestre del embarazo sean encarceladas.
Las condiciones de su detención han generado preocupación sobre su salud e incluso por el riesgo de un aborto. El 16 de mayo el partido opositor Voluntad Popular declaró: "Denunciamos la crítica situación de Maykelis Borges, una presa política de la dictadura de Nicolás Maduro que tiene 6 meses de embarazo y corre el riesgo de perder a su bebé por las deplorables condiciones de su reclusión. La dictadura no debe seguir jugando con la vida de los venezolanos". El 18 de mayo Vente Venezuela se unió a la denuncia, agrregando que Borges tenía un diagnóstico previo de anemia ferropénica y que debía seguir una dieta estricta, declarando que "No ha podido tener ningún tipo de contacto con su familia, ni siquiera a través de una llamada telefónica". Para el 12 de mayo, Foro Penal había documentado a 895 presos políticos en el país, incluyendo a 87 mujeres y a tres adolescenetes. 
El 3 de julio, el Comité por la Libertad de los Presos Políticos (CLIPP) volvió a alertar sobre el estado de salud de Maykelis y del peligro de su bebé, declarando que "padece hipertensión arterial, tiene baja hemoglobina, sufre constantes infecciones urinarias y corre riesgo de preeclampsia". Su esposo también denunció su falta de atención médica el mismo mes, al igual que el hecho de que no se le había permitido una defensa privada y que su defensa pública asignada «no hacía nada».

## Vida personal
Maykelis está casada con el teniente retirado Cristián Hernández, con quien ha tenido una relación sentimental desde más de tres años, acusado por el gobierno venezolano de estar involucrado en la presunta conspiración conocida como la Operación Aurora.